# Dorema hyrcanum
Dorema hyrcanum là một loài thực vật có hoa trong họ Hoa tán. Loài này được Koso-Pol. mô tả khoa học đầu tiên năm 1921.